# Rinodina placynthielloides
Rinodina placynthielloides är en lavart som beskrevs av Aptroot. Rinodina placynthielloides ingår i släktet Rinodina och familjen Physciaceae.   Inga underarter finns listade i Catalogue of Life.